# Mamadou Ouédraogo
Pour les articles homonymes, voir Ouedraogo.
Mamadou Ouédraogo, né en 1906 à Ouahigouya et mort le 9 septembre 1978 dans la même ville, est un homme politique français.

## Biographie
Il est député de la Haute-Volta à l'Assemblée nationale du 27 juin 1948 au 1er décembre 1955.

## Famille
Il est le cousin de l'homme politique Gérard Ouédraogo.